# Zentrales Verzeichnis Antiquarischer Bücher

Logo

Das Zentrale Verzeichnis Antiquarischer Bücher (ZVAB) ist ein Internetmarktplatz für überwiegend deutschsprachige antiquarische Bücher, der seit 2011 über AbeBooks zu Amazon gehört. Nur professionelle Antiquariate dürfen auf ZVAB anbieten. Es gilt laut dem Verbandsorgan Börsenblatt in den deutschsprachigen Ländern als Marktführer für seinen Bereich.

## Geschichte
Das ZVAB wurde im Jahr 1996 von den Studenten Bernd Heinisch, Friedemann Kutschbach und Jens Bauersachs in Berlin gegründet, um die schwierige und oft erfolglose Suche nach antiquarischen Büchern in Ladengeschäften zu vereinfachen. Es ging im November 1996, nach dem 1995 in Kanada gegründeten Unternehmen AbeBooks, als eine der weltweit ersten Antiquariatsplattformen mit acht Mitgliedsantiquariaten und rund 20.000 Titeln online.
Von 1999 bis 2011 gehörte das ZVAB zur mediantis AG (damaliger Name buecher.de AG). Die Übernahme von Choosebooks, dem amerikanischen Pendant des ZVAB, im Jahr 2004 erweiterte das Angebot um Millionen hauptsächlich englischsprachiger Titel. Im Jahr 2006 wurde der Firmensitz von Berlin nach Tutzing verlegt. Die meisten Mitarbeiter verließen das Unternehmen, ebenso die Mitgründer Friedemann Kutschbach und Jens Bauersachs. Im Jahr 2011 waren rund 4.100 Antiquariate aus 27 Ländern mit mehr als 30 Millionen Medien (Bücher, Graphiken, Tonträger Noten) im ZVAB präsent.
Im April 2011 verkaufte die mediantis AG das ZVAB an AbeBooks, das seinerseits im Jahr 2008 von Amazon aufgekauft worden war. Das ZVAB-Team zog im August 2011 von Tutzing nach Düsseldorf in die europäische AbeBooks-Niederlassung um. Der Unternehmensbereich ZVAB soll jedoch als eigenständige Marke fortbestehen. Da die übergroße Mehrzahl der ZVAB-Kunden aus Deutschland, Österreich und der Schweiz stammt, wurde die englischsprachige Zwillingsplattform choosebooks zum Juli 2011 abgeschaltet, um sich wieder auf das Kerngeschäft deutschsprachiger antiquarischer Titel zu konzentrieren.
In der Nacht vom 2. auf den 3. November 2015 wurde die bisherige ZVAB-Plattform abgeschaltet und durch die Abebooks-Plattform ersetzt. Das ZVAB-Logo und der farbliche Auftritt des bisherigen ZVAB wurden dabei übernommen. Ein Teil der Mitglieder steht den Veränderungen jedoch kritisch gegenüber, sowohl was die Handhabung von Design und Funktionalität betrifft, als auch in rechtlichen Fragen.

## Online-Marktplatz
Das ZVAB bündelt das Angebot vieler Antiquariate auf einem Online-Marktplatz. Die Antiquariate zahlen dafür einen monatlichen Festpreis und zusätzlich je verkauftes Buch eine Provision, deren Höhe, abhängig vom Vertragsverhältnis, variiert. Damit formierte sich analog zum Verzeichnis lieferbarer Bücher (VLB) ein Zentrales Verzeichnis Antiquarischer Bücher. Das ZVAB ist selbst kein Antiquariat, sondern stellt lediglich die Datenbank zur Verfügung, in der die angeschlossenen Antiquariate ihre Sortimente einbringen. Der Geschäftspartner des Käufers ist stets das angeschlossene Antiquariat, das den Titel anbietet.
Das ZVAB gilt als Marktführer für deutschsprachige antiquarische Bücher, zusätzlich finden sich auch zahlreiche fremdsprachige Titel. Nach eigenen Angaben hat die ZVAB-Plattform aktuell etwa 1500 professionelle Antiquariate aus 27 Ländern, die mehr als 25 Millionen (Stand: Mai 2011) Einzeltitel anbieten. Neben alten oder vergriffenen Büchern finden sich dort Medien wie Handschriften, Autographen, Graphiken, Noten, Landkarten, Postkarten, Zeitungen und verschiedenste Informations- und Bildträger (auch Tonträger). Täglich werden im Durchschnitt 4.000 bis 5.000 Titel über das ZVAB bestellt (Stand: Mai 2011).
Für wissenschaftliches Arbeiten ist das ZVAB zu einer Hilfe bei der Literaturbeschaffung geworden. Durch die Volltextsuche lassen sich Titel zu einem Thema finden, die nicht in den üblichen Bibliographien genannt sind. Damit lassen sich unter Umständen auch versteckte Quellen erschließen.

## Kunstpreis ZVAB-Phönix
Im Rahmen des Kultursponsoring vergab das ZVAB auf Initiative des Aufsichtsratsvorsitzenden Richard Freiherr von Rheinbaben von 2005 bis 2010 jährlich den Kunstpreis ZVAB-Phönix, mit dem Nachwuchskünstler im Bereich der bildenden Kunst ausgezeichnet wurden. Er war mit 25.000 € dotiert und gehörte damit in Deutschland zu den am höchsten dotierten Kunstpreisen. Mit der Auszeichnung war eine Ausstellung in der Villa Kustermann in Tutzing verbunden. Nach dem Verkauf des ZVAB an AbeBooks wird der Phönix Kunstpreis seit 2011 nunmehr von der mediantis AG vergeben.
Preisträger:
- 2005: Gereon Krebber (* 1973), Bildhauer
- 2006: Angela Glajcar (* 1970), Bildhauerin
- 2007: Wilhelm Neußer (* 1976), Maler
- 2008: Simon Schubert (* 1976), Künstler[12]
- 2009: Ulrike Heydenreich (* 1975), Zeichnerin
- 2010: Ulrich Vogl (* 1973), Künstler